# Championnat du Paraguay de football 1992
Navigation
Saison précédente Saison suivante
La saison 1992 du Championnat du Paraguay de football est la quatre-vingt-deuxième édition de la Primera División, le championnat de première division au Paraguay. Les douze meilleurs clubs du pays disputent la compétition, qui se déroule en plusieurs phases :
- les équipes se rencontrent lors de deux tours, disputés au sein d’une poule unique. Les quatre premiers de chaque tour se qualifient pour la phase finale. Un classement cumulé des deux tours est utilisé pour qualifier des équipes supplémentaires au besoin.
- la phase finale regroupe les huit qualifiés en deux poules de quatre puis demi-finales et finale.

C'est le club de Cerro Porteño qui est sacré champion cette saison après avoir battu Club Libertad en finale nationale. C'est le 22e titre de champion du Paraguay de l’histoire du club.

## Les clubs participants
| - Club Guaraní - Cerro Porteño - Club Libertad - Club Atlético Colegiales - Club Olimpia - Club Sol de América | - Club Sportivo Luqueño - Club Nacional - Club Cerro Corá - Club River Plate - Club Sportivo San Lorenzo - Club Presidente Hayes - Promu de División Intermedia |

## Compétition
Le barème utilisé pour établir l’ensemble des classements est le suivant :
- Victoire : 2 points
- Match nul : 1 point
- Défaite : 0 point
- Bonus à l'issue des phases 1 et 2 : 
  - Vainqueur : 1 point
  - Deuxième : 0,75 point
  - Troisième : 0,5 point
  - Quatrième : 0,25 point

### Première phase

#### Classement cumulé
| Rang | Équipe                    | Pts | J  | G  | N | P  | Bp | Bc | Diff |
| ---- | ------------------------- | --- | -- | -- | - | -- | -- | -- | ---- |
| 1    | Club Olimpia              | 33  | 22 | 13 | 7 | 2  | 37 | 14 | +23  |
| 2    | Club Atlético Colegiales  | 26  | 22 | 9  | 8 | 5  | 33 | 25 | +8   |
| 3    | Club Guaraní              | 25  | 22 | 8  | 9 | 5  | 31 | 27 | +4   |
| 4    | Club Libertad             | 24  | 22 | 8  | 8 | 6  | 34 | 28 | +6   |
| 5    | Cerro Porteño             | 23  | 22 | 9  | 7 | 6  | 29 | 22 | +7   |
| 6    | Club Presidente HayesP    | 21  | 22 | 7  | 7 | 8  | 22 | 25 | -3   |
| 7    | Club Sportivo Luqueño     | 21  | 22 | 8  | 5 | 9  | 22 | 28 | -6   |
| 8    | Club River Plate          | 20  | 22 | 6  | 8 | 8  | 21 | 30 | -9   |
| 9    | Club Cerro Corá           | 20  | 22 | 7  | 6 | 9  | 21 | 22 | -1   |
| 10   | Club Nacional             | 19  | 22 | 6  | 7 | 9  | 21 | 27 | -6   |
| 11   | Club Sol de AméricaT      | 18  | 22 | 6  | 6 | 10 | 26 | 27 | -1   |
| 12   | Club Sportivo San Lorenzo | 12  | 22 | 4  | 4 | 14 | 19 | 37 | -18  |

|  | Qualification directe pour la phase finale via les tours de qualification |
|  | Qualification pour la phase finale grâce au classement cumulé             |
|  | Relégation directe en División Intermedia                                 |
|  | T : Tenant du titre P : Promu de División Intermedia                      |

### Phase finale

#### Phase de poules
| Rang | Équipe             | Pts  | J | G | N | P | Bp | Bc | Diff |
| ---- | ------------------ | ---- | - | - | - | - | -- | -- | ---- |
| 1    | Club Libertad+0.50 | 6.50 | 3 | 3 | 0 | 0 | 9  | 2  | +7   |
| 2    | Club Olimpia+1.75  | 4.75 | 3 | 1 | 1 | 1 | 5  | 4  | +1   |
| 3    | Club Nacional+0.25 | 2.25 | 3 | 1 | 0 | 2 | 3  | 6  | -3   |
| 4    | Club Guaraní+0.25  | 1.25 | 3 | 0 | 1 | 2 | 2  | 6  | -4   |

| Rang | Équipe                        | Pts  | J | G | N | P | Bp | Bc | Diff |
| ---- | ----------------------------- | ---- | - | - | - | - | -- | -- | ---- |
| 1    | Cerro Porteño+1.00            | 5.00 | 3 | 1 | 2 | 0 | 4  | 2  | +2   |
| 2    | Club Sportivo Luqueño+0.75    | 3.75 | 3 | 0 | 3 | 0 | 2  | 2  | 0    |
| 3    | Club Presidente HayesP        | 3.00 | 3 | 1 | 1 | 1 | 3  | 4  | -1   |
| 4    | Club Atlético Colegiales+0.50 | 2.50 | 3 | 0 | 2 | 1 | 2  | 3  | -1   |

#### Phase finale
|  | Demi-finales          | Demi-finales  | Demi-finales |               |   | Finale | Finale | Finale |  |  |  |  |  |  |  |
|  |                       |               |              |               |   |        |        |        |  |  |  |  |  |  |  |
|  |                       |               |              |               |   |        |        |        |  |  |  |  |  |  |  |
|  |                       |               |              |               |   |        |        |        |  |  |  |  |  |  |  |
|  | Club Olimpia          | 0             | 0            |               |   |        |        |        |  |  |  |  |  |  |  |
|  | Club Olimpia          | 0             | 0            |               |   |        |        |        |  |  |  |  |  |  |  |
|  | Cerro Porteño         | 0             | 1            |               |   |        |        |        |  |  |  |  |  |  |  |
|  | Cerro Porteño         | 0             | 1            | Cerro Porteño | 2 | 0 [5]  |        |        |  |  |  |  |  |  |  |
|  |                       |               |              |               | 2 | 0 [5]  |        |        |  |  |  |  |  |  |  |
|  |                       | Club Libertad | 2            | 0 [0]         |   |        |        |        |  |  |  |  |  |  |  |
|  | Club Libertad         | Club Libertad | 2            | 0 [0]         | 1 | 3      |        |        |  |  |  |  |  |  |  |
|  | Club Libertad         |               |              |               | 1 | 3      |        |        |  |  |  |  |  |  |  |
|  | Club Sportivo Luqueño | 0             | 3            |               |   |        |        |        |  |  |  |  |  |  |  |

#### Barrage pour la Copa Libertadores
Le finaliste du championnat, Club Libertad, dispute un barrage face au club ayant remporté la première phase, Club Olimpia pour déterminer le second club paraguayen en Copa Libertadores.
| Équipe 1      | Résultat      | Équipe 2     | Aller | Retour |
| ------------- | ------------- | ------------ | ----- | ------ |
| Club Libertad | 2 - 2 2-3 tab | Club Olimpia | 1 - 1 | 1 - 1  |

## Bilan de la saison
| Championnat du Paraguay de football 1992 |                           |
| Champion                                 | Cerro Porteño (22e titre) |
| Qualifications continentales             |                           |
| Copa Libertadores 1993                   | Cerro Porteño             |
| Copa Libertadores 1993                   | Club Olimpia              |
| Copa CONMEBOL 1993                       | Club Sportivo Luqueño     |
| Promotions et relégations                |                           |
| Promus en Primera División               | Club Sport Colombia       |
| Relégués en División Intermedia          | Club Sportivo San Lorenzo |